# Znal
Znal – stop cynku z glinem lub z glinem i miedzią. Jako dodatki stosuje się również mangan, magnez i tytan. Charakteryzuje go niestałość wymiarowa będąca wynikiem naturalnego starzenia. Nazwa jest skrótowcem utworzonym od symboli podstawowych składników: Zn (cynku) i Al (glinu).
Przeznaczony jest do wykonywania precyzyjnych odlewów i do obróbki plastycznej, np. do produkcji gaźników samochodowych i motocyklowych (główne zastosowanie), części do mebli (zawiasy, uchwyty), panewek łożysk ślizgowych, elementów armatury i innych.